# Oecetis iti
Oecetis iti là một loài Trichoptera trong họ Leptoceridae. Chúng phân bố ở miền Australasia.